# Palazzo del Sedile
A Palazzo del Sedile vagy Sedile dei Nobili (jelentése a nemesek székháza) palota Bari óvárosában, a Piazza Mercantilén.

## Története
Az épületet 1543-ban építették a Nemesek és Polgármesterek Tanácsa részére. Ebben az épületben működött évszázadokon át a város vezetősége, itt székelt a polgármester is. Az épületben tartotta gyűléseit a királyi bizottság is, amely a bírósági feladatokat látta el. A 17. század elején egy tűzvész során elpusztult. A 18. század elején építették újjá, ekkor épült hozzá az óratorony is valamint a másik nevezetessége, a tetőtéri loggia. 1820-ban színházzá alakították át. 1835-ben a leromlott állapota miatt elhagyták. Azóta magántulajdonban van. A gyenge statikája miatt jelentős beavatkozásokra lenne szükség újbóli megnyitása érdekében.